# العلاقات البلجيكية السلوفاكية
العلاقات البلجيكية السلوفاكية هي العلاقات الثنائية التي تجمع بين بلجيكا وسلوفاكيا.

## مقارنة بين البلدين
هذه مقارنة عامة ومرجعية للدولتين:
| وجه المقارنة                                              | بلجيكا                                                                              | سلوفاكيا                                                       |
| --------------------------------------------------------- | ----------------------------------------------------------------------------------- | -------------------------------------------------------------- |
| المساحة (كم2)                                             | 30.53 ألف                                                                           | 49.03 ألف                                                      |
| عدد السكان (نسمة)                                         | 11.37 مليون                                                                         | 5.44 مليون                                                     |
| الكثافة السكانية (ن./كم²)                                 | 372.42                                                                              | 110.95                                                         |
| العاصمة                                                   | بروكسل                                                                              | براتيسلافا                                                     |
| اللغة الرسمية                                             | اللغة الهولندية، لغة فرنسية، اللغة الألمانية                                        | اللغة السلوفاكية                                               |
| العملة                                                    | يورو، فرنك بلجيكي                                                                   | كرونة سلوفاكية، يورو                                           |
| الناتج المحلي الإجمالي (بليون دولار)                      | 492.68 مليار                                                                        | 95.77 مليار                                                    |
| الناتج المحلي الإجمالي (تعادل القوة الشرائية) بليون دولار | 514.74 مليار                                                                        | 162.34 مليار                                                   |
| الناتج المحلي الإجمالي الاسمي للفرد دولار أمريكي          | 40.32 ألف                                                                           | 16.09 ألف                                                      |
| الناتج المحلي الإجمالي للفرد دولار أمريكي                 | 43.44 ألف                                                                           | 30.46 ألف                                                      |
| مؤشر التنمية البشرية                                      | 0.890                                                                               | 0.844                                                          |
| رمز المكالمات الدولي                                      | +32                                                                                 | +421                                                           |
| رمز الإنترنت                                              | .be                                                                                 | .sk                                                            |
| المنطقة الزمنية                                           | توقيت وسط أوروبا، ت ع م+01:00، ت ع م+02:00، توقيت وسط أوروبا الصيفي، أوروبا/بروكسل ‏ | توقيت وسط أوروبا، ت ع م+01:00، ت ع م+02:00، أوروبا/براتيسلافا ‏ |

## مدن متوأمة
في ما يلي قائمة باتفاقيات التوأمة بين مدن بلجيكية وسلوفاكية:
- ترتبط هوفاليز مع زفولن باتفاقية توأمة.
- ترتبط لا لوفيير مع بوينيتسى باتفاقية توأمة.
- ترتبط نامور مع براتيسلافا باتفاقية توأمة.

## منظمات دولية مشتركة
يشترك البلدان في عضوية مجموعة من المنظمات الدولية، منها:
| علم المنظمة | اسم المنظمة                               | تاريخ انضمام بلجيكا | تاريخ انضمام سلوفاكيا |
| ----------- | ----------------------------------------- | ------------------- | --------------------- |
|             | اتفاقية السماوات المفتوحة                 | ?                   | ?                     |
|             | الوكالة الدولية للطاقة                    | ?                   | ?                     |
|             | منظمة التجارة العالمية                    | ?                   | ?                     |
|             | الأمم المتحدة                             | 27 ديسمبر 1945      | 19 يناير 1993         |
|             | حلف شمال الأطلسي                          | 4 أبريل 1949        | 29 مارس 2004          |
|             | الاتحاد الدولي للاتصالات                  | 1866                | 23 فبراير 1993        |
|             | منظمة التعاون الاقتصادي والتنمية          | ?                   | ?                     |
|             | المنظمة الأوروبية لسلامة الملاحة الجوية   | 1960                | 1997                  |
|             | الاتحاد الأوروبي                          | 25 مارس 1957        | 1 مايو 2004           |
|             | الاتحاد البريدي العالمي                   | ?                   | ?                     |
|             | يونسكو                                    | 29 نوفمبر 1946      | 9 فبراير 1993         |
|             | مؤسسة التنمية الدولية                     | 2 يوليو 1964        | 1993                  |
|             | منظمة حظر الأسلحة الكيميائية              | ?                   | ?                     |
|             | وكالة ضمان الاستثمار متعدد الأطراف        | 18 سبتمبر 1992      | 1993                  |
|             | منظمة الشرطة الجنائية الدولية             | ?                   | ?                     |
|             | مؤسسة التمويل الدولية                     | 27 ديسمبر 1956      | 1993                  |
|             | البنك الدولي للإنشاء والتعمير             | 27 ديسمبر 1945      | 1993                  |
|             | الفريق المعني برصد الأرض                  | ?                   | ?                     |
|             | مجموعة الموردين النوويين                  | ?                   | ?                     |
|             | مجموعة أستراليا                           | 1985                | 1994                  |
|             | مركز تنسيق الحركة في أوروبا ‏              | ?                   | ?                     |
|             | منظمة الأمن والتعاون في أوروبا            | 25 يونيو 1973       | 1993                  |
|             | المركز الدولي لتسوية المنازعات الاستشارية | 26 سبتمبر 1970      | 26 يونيو 1994         |

## وصلات خارجية
- موقع وزارة الخارجية البلجيكية
- موقع وزارة الخارجية السلوفاكية